# Gonzalve Ier de Sobrarbe
Gonzalve Ier (1017 – 26 juin 1045, La Fueva, Aragon), comte de Sobrarbe et de Ribagorce, était le quatrième fils de Sanche III le Grand († 1035), roi de Navarre, comte d'Aragon, de Sobrarbe et de Ribagorce.
Sanche III par testament partagea ses États entre ses quatre fils : Garcie († 1054) eut la Navarre, Ferdinand († 1065) eut la Castille (héritage de l'épouse de Sanche III), Ramire († 1063) eut l'Aragon, et Gonzalve eut le Sobrarbe et la Ribagorce.
Gonzalve Ier fut assassiné en 1045 par un chevalier nommé Raymond de Gascogne. Faute de descendance, à la demande des nobles, les royaumes de Sobrarbe et de Ribagorce furent alors incorporés au royaume d'Aragon, unifiant ainsi définitivement ces territoires.